# Michael Bartosch
Jan Michael Bartosch, född 10 januari 1965 i Slottsstadens församling, Malmöhus län, är en svensk dirigent.

## Biografi
Bartosch studerade violin vid Musikhögskolan i Malmö och dirigering för Jorma Panula och Kjell Ingebretsen vid Kungliga Musikhögskolan i Stockholm.
Michael Bartosch har framträtt som dirigent på Kungliga Operan, Folkoperan, Drottningholmsteatern, Malmö opera och musikteater, Göteborgsoperan, Komische Oper Berlin, Värmlandsoperan, Norrlandsoperan, Confidencen och Vadstena-Akademien,  samt dirigerat Kungliga Filharmonikerna, Svenska Kammarorkestern, Helsingborgs Symfoniorkester, Norrköpings Symfoniorkester, Sveriges Radios symfoniorkester, Göteborgs Symfoniker, Malmö Symfoniorkester, Blåsarsymfonikerna , Östgöta Blåsarsymfoniker och Musica Vitae. Han har även framträtt vid de Internationella festspelen i Baden-Baden, Festspelen i Bergen och vid Nobelprisutdelningen 2009.
Sedan 2008 undervisar Bartosch i dirigering vid Kungliga Musikhögskolan i Stockholm. Han har ett stort intresse för nutida musik och har uruppfört en mängd nya svenska verk. I detta sammanhang har han arbetat med en mängd framstående ensembler för ny musik. De mest kända är Bit 20, Ensemble Modern och Kammarensemblen.
Michael Bartosch är gift med dirigenten Merete Ellegaard och har tidigare ¨från 1990 varit gift med Carin Bartosch Edström. Han är bror till Patrik Bartosch, gitarrist i popgruppen Eggstone.

## Priser och utmärkelser
- 1995 – Crusellstipendiet
- 1996 – Andra pris vid Kungliga Operans dirigenttävling

## Diskografi
- 1999 – Tokfursten, opera av Carl Unander-Scharin[5]
- 2001 – Ballet music av Ivar Hallström[6]
- 2001 – Musik av Hilding Rosenberg, Jean Sibelius, Wilhelm Stenhammar och Edvard Grieg[7]
- 2003 – Concerto for Strings 1 & 2  av Gösta Nystroem[8]
- 2005 – Musik av Oskar Lindberg[9]
- 2006 – Från den oföränderliga bryggan av Peter Lindroth[9]